# 241 a.C.

## Eventos
- Aulo Mânlio Torquato Ático, pela segunda vez, e Quinto Lutácio Cercão, cônsules romanos.
- Marco Fábio Buteão e Caio Aurélio Cota, censores romanos, completaram o 39o quinquênio.[1]
- Vigésimo-quarto e último ano da Primeira Guerra Púnica: Ocorre a batalha das Ilhas Égadas; a vitória romana é decisiva e põe fim ao conflito, obrigando Cartago a aceitar condições de paz.[2]
- A Sicília romana transforma-se na primeira província romana.
- Fim do reinado de Ágis IV rei de Esparta de 245 a.C. a 241 a.C.[3]
- Inicio do reinado de Eudâmidas III, rei de Esparta de 241 a.C. a 228 a.C.[3]
- Inicia-se a Guerra dos Mercenários que assolou as terras africanas de Cartago entre 241—238 a.C..

## Nascimentos
- Antíoco III Magno[4]

## Mortes
- Ágis IV, rei de Esparta,
- Arcesilau[5]